# 宽叶薄鳞蕨
宽叶薄鳞蕨（学名：Leptolepidium kuhnii var. brandtii）为中国蕨科薄鳞蕨属下的一个变种。

## 扩展阅读
- 維基物種上的相關：宽叶薄鳞蕨